# Pato Banton
Patrick Murray (más conocido como Pato Banton) es un cantante de reggae nacido en Birmingham, Inglaterra. 
Su primera aparición fue en 1982, con "Pato and Roger a Go Talk" (del disco Special Beat Service) junto con Ranking Roger del grupo de música ska English Beat. Fue, además, uno de los artistas invitados que aparecieron en el disco Baggariddim de UB40 en 1985. 
Su debut individual fue Never Give In en 1987, que incluía una colaboración con Paul Shaffer. Tras un EP en 1988, Banton publicó un LP más cercano al pop, Visions of the World, seguido por Wize Up! (No Compromise) en 1990, que incluía una versión del superéxito de las radios universitarias Spirits in the Material World de The Police y otra colaboración, "Wize Up!", esta vez con David Hinds de Steel Pulse.
Tras estos discos, Pato Banton trabajó en un disco en directo y, más tarde, junto con Mad Professor, publicó Universal Love (1992). Tras el superéxito británico Baby Come Back de 1994 (original de Eddy Grant interpretado con The Equals), con Robin y Ali Campbell de UB40, se publicó un disco con sus grandes éxitos. Stay Positive de 1996 fue seguido por Life Is a Miracle en el año 2000. Life Is a Miracle recibió una nominación en los premios Grammy como mejor disco de reggae de 2001. Desde hace poco, Banton toca con Mystic Roots, una banda reegae formada en Chico, California.

## Biografía
Pato recibió el sobrenombre Pato ("búho sabio" en jamaicano) de su padrastro, y Banton de la jerga de los DJ que significa "pinchadiscos peso pesado".
En 1994, Pato fue caracterizado en la serie de televisión Xpress, producida y dirigida por Pogus Caesar y emitida en la televisión británica Carlton Television UK
Su grabación más reciente, 'Destination Paradise' (2008) es su disco más espiritual, y como siempre, es basado en la filosofía y enseñanza del Libro de Urantia. A inicios de 2009, Pato formó una banda nueva, "The Now Generation" con la que visitó todos los estados de EUA. A principios del 2010, Pato realizó un show especial de Ska con The Ghostownians en Tijuana, como siempre, durante la actuación compartió un mensaje de paz al público mexicano sobre los tiempos duros de violencia que estaban ocurriendo en ese entonces.

## Discografía
- Mad Professor Captures Pato Banton (1985)
- Never Give In (1987)
- Visions Of The World (1989)
- Mad Professor Recaptures Pato Banton (1990)
- Wize Up! (No Compromize) (1990)
- Live & Kickin All Over America (1991)
- Universal Love (1992)
- Collections (1994)
- Stay Positive (1996)
- Tudo De Bom - Live In Brazil (2000)
- Life Is A Miracle (2000)
- Live At The Maritime - San Francisco (2001)
- Best of Pato Banton (2002)
- Positive Vibrations (2007)
- Pato Banton and Friends (2008)
- Destination Paradise (2008)